# Nomotettix parvus
Nomotettix parvus är en insektsart som beskrevs av Morse 1895. Nomotettix parvus ingår i släktet Nomotettix och familjen torngräshoppor. Inga underarter finns listade i Catalogue of Life.